# Boeing Model 81

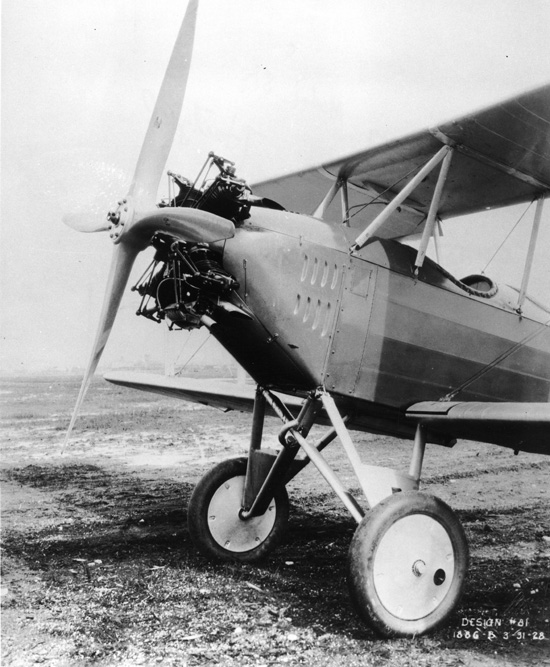
Primer plano del Boeing 81, mostrando el motor radial Fairchild-Caminez de 125 hp y cuatro cilindros.

El Boeing Model 81 fue un avión de entrenamiento estadounidense construido por Boeing en 1928. El Model 81 fue un desarrollo del Model 64. Estaba equipado con un motor recién desarrollado, el radial Fairchild-Caminez de 125 hp y cuatro cilindros. Operando a muchas menos rpm que la mayoría de los motores (1000 rpm), requería el uso de una gran hélice de elevado paso.

## Desarrollo y diseño
Tras las pruebas de vuelo iniciales con el Fairchild-Caminez, el prototipo fue reequipado con un motor Axelson de 145 hp, fue redesignado Model 81A y entregado a la Boeing School of Aeronautics. Allí fue remotorizado una serie de veces, la primera con un motor Axelson de 115 hp, y redesignado Model 81B. Luego recibió un Wright J-6-5 de 165 hp, más tarde un Kinner K-5 de 100 hp y una cola vertical rediseñada. Redesignado Model 81C, fue posteriormente retirado del servicio de entrenamiento, remotorizado con un Axelson, y usado como entrenador de aula.
El 21 de junio de 1928, el segundo Model 81 construido fue entregado a la Armada estadounidense en Anacostia, Maryland, por 8300 dólares, y redesignado Boeing XN2B. Sus pruebas con el motor Fairchild no fueron satisfactorias, y el 10 de enero de 1929 fue reequipado por Wright Aeronautical con un motor Wright J-6-5 de 160 hp. A pesar de las prestaciones aumentadas, no fue ordenada su producción.

## Variantes
Model 81
Avión original con motor Caminez.
Model 81A
Model 81 modificado con el motor Axelson de 145 hp.
Model 81B
Model 81 modificado con el motor Axelson de 115 hp.
Model 81C
Model 81 modificado con el motor Kinner K-5 de 100 hp, cola rediseñada.
XN2B
Designación dada por la Armada estadounidense al segundo Model 81.

## Operadores
Estados Unidos
- Boeing School of Aeronautics
- Armada de los Estados Unidos

## Especificaciones (XN2B)
Referencia datos: Bowers, 1989. p. 144

### Características generales
- Tripulación: Dos.
- Longitud: 7,82 m
- Envergadura: 10,67 m
- Altura: 3,40 m
- Superficie alar: 24,06 m²
- Peso vacío: 750 kg
- Peso cargado: 988 kg
- Planta motriz: 1× motor radial de cuatro cilindros refrigerado por aire Fairchild-Caminez.
  - Potencia: 93 kW (125 hp)

### Rendimiento
- Velocidad nunca excedida (Vne): 167 km/h
- Velocidad crucero (Vc): 138 km/h
- Alcance: 539 km
- Techo de vuelo: 3660 m (12000 pies)
- Régimen de ascenso: 2,62 m/s (515 pies/min)

### Secuencias de designación
- Secuencia Numérica (interna de Boeing): ← 75 - 77 - 80 - 81 - 83 - 89 - 93 →
- Secuencia N_B (Entrenadores de la Armada estadounidense, 1922-1948 (Boeing, 1923-1962)): NB - N2B

### Listas relacionadas
- Anexo:Aeronaves militares de los Estados Unidos (navales)